# Still Got the Blues
Still Got the Blues ist das neunte Studioalbum des britischen Hardrock- und Blues-Gitarristen Gary Moore. Es erschien im März 1990 und war Moores Rückkehr zum Blues, nachdem er zuvor mit After the War ein Hard-Rock-Album veröffentlicht hatte.

## Entstehung und Veröffentlichung
Das Album wurde am 26. März 1990 bei Virgin Records veröffentlicht. Es erschien als CD (Katalognummer: 7861672) mit zwölf und als LP (Katalognummer: 210 558) mit neun Titeln.
Es besteht etwa zur Hälfte aus Coverversionen. Die Eigenkompositionen stammen überwiegend von Moore selbst. Die Produktion aller Lieder erfolgte durch Moore und Ian Taylor. Bei dem Abschlusstitel Stop Messin’ Around, einem Cover des Originals von Fleetwood Mac, bekamen sie Unterstützung von Tony Platt.

## Inhalt und Stil
Auf Still Got the Blues mischte Moore Blues-Standards mit eigenem Material. Bei den Aufnahmen wirkten Albert King, Albert Collins und George Harrison mit. Harrison schrieb auch das Stück That Kind of Woman. Einige der Originale Moores sind eine Reverenz an andere Blues-Größen; so erzählt King of the Blues von Albert King (oft wird falsch behauptet, es würde von B.B. King handeln. Kings Geburtsjahr wird allerdings fälschlicherweise 1924 anstatt 1923 genannt), und Texas Strut bezieht sich auf die texanischen Bluesrocker ZZ Top, Stevie Ray Vaughan und Albert Collins (inklusive einer „howl, howl, howl, howl“-Imitation Moores im Stile von ZZ Tops La Grange).

## Titelliste
1. Moving On (Moore) – 2:38
2. Oh, Pretty Woman (Williams) – 4:24
3. Walking by Myself (Lane) – 2:55
4. Still Got the Blues (for You) (Moore) – 6:08
5. Texas Strut (Moore) – 4:50
6. Too Tired (Bihari, Davis, Watson) – 2:49
7. King of the Blues (Moore) – 4:34
8. As the Years Go Passing By (Malone) – 7:42
9. Midnight Blues (Moore) – 4:57
10. That Kind of Woman (Harrison) – 4:28
11. All Your Love (Rush) – 3:39
12. Stop Messin’ Around (Green) – 3:52

## Mitwirkende
- Don Airey – Keyboard
- Stuart Brooks – Trompete
- Albert Collins – Gitarre
- Bob Daisley – Bass
- Brian Downey – Schlagzeug
- Martin Drover – Trompete
- Andy Hamilton – Saxophon
- George Harrison – Gesang, Gitarre
- Nicky Hopkins – Keyboard
- Albert King – Gitarre
- Frank Mead – Saxophon
- Gary Moore – Leadgesang, Leadgitarre, Rhythmusgitarre
- Raul d’Oliveira – Trompete
- Nick Payn – Saxophon
- Nick Pentelow – Saxophon
- Andy Pyle – Bass
- Graham Walker – Schlagzeug
- Mick Weaver – Piano
- Gavyn Wright – Streicher

## Rezeption

### Plagiatsvorwurf
2001 kam es zu einem Gerichtsprozess um das Titelstück des Albums, als der deutsche Musiker Jürgen Winter, Gründer der Krautrockband Jud’s Gallery, geltend machte, das Hauptthema des Liedes sei von einer Gitarrenpassage seines eigenen Stückes Nordrach plagiiert gewesen. Das Landgericht München gab dem Kläger 2008 Recht: Die Ähnlichkeiten seien so frappierend, dass von einer Übernahme auszugehen sei. Es gebe keine Anhaltspunkte dafür, dass Moore die Melodie bewusst übernommen habe. Jedoch stelle „auch eine nur unbewusste Übernahme eine Urheberrechtsverletzung dar.“

### Rezensionen
Thomas Kupfer vom Rock Hard schrieb, das Album sei „eine gute, aber gewöhnungbedürftige LP, in die man vor einem Kauf jedoch mal reinhören sollte.“ Er vergab die Bewertung 7,5 von 10. Allmusic nannte das Album seinen größten Hit: „Moore plays better than ever, spitting out an endless stream of fiery licks that are both technically impressive and soulful.“ Man vergab die Bewertung 4,5 von 5 und wählte die Platte als „Album Pick“ aus.

## Kommerzieller Erfolg

### Chartplatzierungen
| ChartsChartplatzierungen       | Höchstplatzierung | Wochen |
| ------------------------------ | ----------------- | ------ |
| Deutschland (GfK)              | 4 (57 Wo.)        | 57     |
| Österreich (Ö3)                | 13 (24 Wo.)       | 24     |
| Schweiz (IFPI)                 | 3 (31 Wo.)        | 31     |
| Vereinigte Staaten (Billboard) | 83 (42 Wo.)       | 42     |
| Vereinigtes Königreich (OCC)   | 13 (26 Wo.)       | 26     |

| ChartsJahrescharts (1990) | Platzierung |
| ------------------------- | ----------- |
| Deutschland (GfK)         | 12          |
| Österreich (Ö3)           | 24          |
| Schweiz (IFPI)            | 7           |

### Auszeichnungen für Musikverkäufe
| Land/Region                  | Auszeichnungen für Musikverkäufe (Land/Region, Auszeichnung, Verkäufe) | Verkäufe  |
| ---------------------------- | ---------------------------------------------------------------------- | --------- |
| Australien (ARIA)            | Platin                                                                 | 70.000    |
| Deutschland (BVMI)           | Gold                                                                   | 250.000   |
| Finnland (IFPI)              | Gold                                                                   | 25.000    |
| Neuseeland (RMNZ)            | 2× Platin                                                              | 30.000    |
| Niederlande (NVPI)           | Platin                                                                 | 100.000   |
| Schweden (IFPI)              | 2× Platin                                                              | 200.000   |
| Schweiz (IFPI)               | Platin                                                                 | 50.000    |
| Spanien (Promusicae)         | Gold                                                                   | 50.000    |
| Vereinigte Staaten (RIAA)    | Gold                                                                   | 500.000   |
| Vereinigtes Königreich (BPI) | Platin                                                                 | 300.000   |
| Insgesamt                    | 4× Gold · 8× Platin ·                                                  | 1.575.000 |

Hauptartikel: Gary Moore/Diskografie#Auszeichnungen für Musikverkäufe